# روباه پرنده
روباه پرنده نوعی خفاش است. سر این خفاش شباهت زیادی به سر روباه دارد. به همین سبب به این نام خوانده می‌شود.
اکثر خفاش‌ها کوچک و شبیه موش هستند، ولی روباه پرنده اندازه سگی کوچک است. فاصله بین دو بال این جانور به ۲ متر می‌رسد.
رفتار و ویژگی‌های این خفاش‌ها بسیار شبیه به خفاش‌های معمولی است، با این تفاوت که آنها علاقه زیادی به میوه دارند.
این نوع از خفاش ها به واسطه پخش کردن دانه گیاهان، تاثیر مهمی در توسعه جنگل‌ها دارند. همچنین نقش دیگر آنها گرده‌افشانی است که انسان به طور مستقیم از آن سود می‌برد. 
گونه‌های مختلفی از روباه‌های پرنده را می‌توان در مالزی، هند، استرالیا و سایر مناطق آسیا، جزایر اقیانوس هند و آرام یافت.
سرده Pteropus – روباه پرنده
- P. alecto گروه گونه ای
  - خفاش میوه‌خوار سیاه, P. alecto

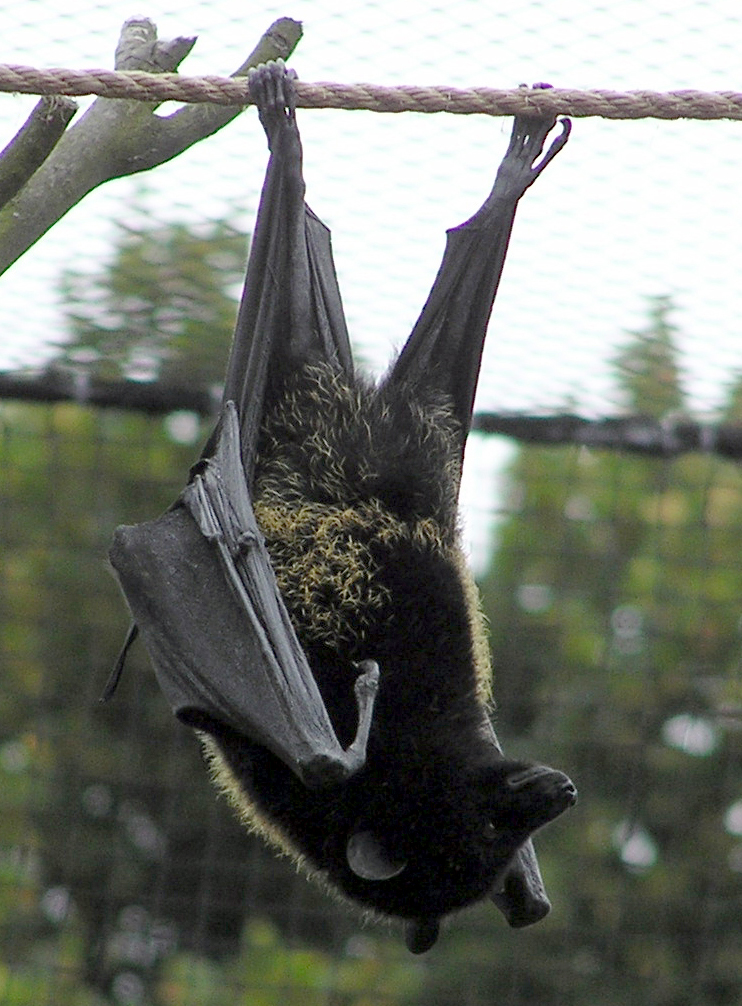
روباه پرنده لیوینگستون (Pteropus livingstonii)

    - Torresian flying fox, P. alecto, initially was described as separate species P. banakrisi
- P. caniceps گروه گونه ای
  - روباه پرنده سرخاکستری, P. caniceps
- P. chrysoproctus گروه گونه ای
  - روباه پرنده نقره‌ای, P. argentatus
  - روباه پرنده ملوکی, P. chrysoproctus
  - روباه پرنده ماکیرا, P. cognatus
  - Banks flying fox, P. fundatus
  - روباه پرنده سلیمان, P. rayneri
  - روباه پرنده رنل, P. rennelli
- P. conspicillatus گروه گونه ای
  - روباه پرنده عینکی, P. conspicillatus
  - خفاش میوه‌خوار سرام, P. ocularis
- P. livingstonii گروه گونه ای
  - Aru flying fox, P. aruensis
  - Kei flying fox, P. keyensis
  - Livingstone's fruit bat, P. livingstonii
  - Black-bearded flying fox, P. melanopogon
- P. mariannus گروه گونه ای
  - Okinawa flying fox, P. loochoensis
  - خفاش میوه خوار ماریانا, P. mariannus
  - Pelew flying fox, P. pelewensis
  - روباه پرنده کوسرائی, P. ualanus
  - Yap flying fox, P. yapensis
- P. melanotus گروه گونه ای
  - Black-eared flying fox, P. melanotus
- P. molossinus گروه گونه ای
  - Lombok flying fox, P. lombocensis
  - روباه پرنده کرولین, P. molossinus
  - روباه پرنده رودریگز, P. rodricensis
- P. neohibernicus گروه گونه ای
  - روباه پرنده عظیم, P. neohibernicus
- P. niger گروه گونه ای
  - روباه پرنده الدابرا, P. aldabrensis
  - روباه پرنده موریسی, P. niger
  - روباه پرنده ماداگاسکاری, P. rufus
  - Seychelles fruit bat, P. seychellensis
  - روباه پرنده پمبا, P. voeltzkowi
- P. personatus گروه گونه ای
  - روباه پرنده نقاب‌دار بیسمارک, P. capistratus
  - روباه پرنده نقاب‌دار, P. personatus
  - Temminck's flying fox, P. temminckii
- P. poliocephalus گروه گونه ای
  - Big-eared flying fox, P. macrotis
  - Geelvink Bay flying fox, P. pohlei
  - Grey-headed flying fox, P. poliocephalus
- P. pselaphon گروه گونه ای
  - Chuuk flying fox , P. insularis
  - Temotu flying fox, P. nitendiensis
  - Large Palau flying fox, P. pilosus (19th century †)
  - Bonin flying fox, P. pselaphon
  - Guam flying fox, P. tokudae (1970s †)
  - Insular flying fox, P. tonganus
  - Vanikoro flying fox, P. tuberculatus (†? early 20th century)
  - New Caledonia flying fox, P. vetulus
- P. samoensis گروه گونه ای
  - Vanuatu flying fox, P. anetianus
  - Samoa flying fox, P. samoensis
- P. scapulatus گروه گونه ای
  - Gilliard's flying fox, P. gilliardorum
  - Lesser flying fox, P. mahaganus
  - Little red flying fox, P. scapulatus
  - Dwarf flying fox, P. woodfordi
- P. subniger گروه گونه ای
  - روباه پرنده ادمیرلتی, P. admiralitatum
  - Dusky flying fox , P. brunneus (19th century †)
  - روباه پرنده ریوکو, P. dasymallus
  - روباه پرنده نیکوبار, P. faunulus
  - روباه پرنده خاکستری, P. griseus
  - روباه پرنده اونتونگ جاوه, P. howensis
  - روباه پرنده کوچک, P. hypomelanus
  - روباه پرنده مزین, P. ornatus
  - روباه پرنده کوچک زرین‌قبا, P. pumilus
  - روباه پرنده خاکستری فیلیپین, P. speciosus
  - Small Mauritian flying fox, P. subniger (19th century †)
- P. vampyrus گروه گونه ای
  - روباه پرنده هندی, P. giganteus
  - روباه پرنده اندرسن, P. intermedius
  - روباه پرنده لیل, P. lylei
  - روباه پرنده بزرگ, P. vampyrus
- incertae sedis
  - Small Samoan flying fox, P. allenorum (19th century †)
  - Large Samoan flying fox, P. coxi (19th century †)